# Cody Garbrandt
Cody Ray Allen Garbrandt (Uhrichsville, 7 luglio 1991) è un lottatore di arti marziali miste statunitense.
Combatte nella divisione dei pesi gallo per la promozione statunitense UFC, nella quale è stato campione di categoria nel 2016.

## Carriera nelle arti marziali miste
Garbrandt fa il suo debutto da professionista nel 2012, vincendo contro Charles Kessinger per TKO. Prima di affrontare James Porter nel maggio del 2014 si trasferisce a Sacramento per allenarsi con il Team Alpha Male di Urijah Faber, di cui diviene in breve tempo uno dei migliori.
Nell'ottobre 2014, dopo la vittoria contro Charles Stanford, firma un contratto con la Ultimate Fighting Championship.

### Ultimate Fighting Championship
Garbrandt debutta in UFC nel gennaio del 2015 affrontando Marcus Brimage: verso la fine dell'incontro va a segno con una combinazione di colpi che lo portano a vincere per TKO. A luglio affronta e sconfigge per decisione unanime Henry Briones all'evento UFC 189, mentre nel febbraio 2016 avrebbe dovuto affrontare John Lineker; quest'ultimo, tuttavia, si ammala e al suo posto viene inserito Augusto Mendes. Cody vince il match per TKO al primo round.
Il 29 maggio affronta il brasiliano Thomas Almeida. Dopo quasi tre minuti dall'inizio dell'incontro, Cody va a segno con un diretto sinistro e un gancio destro che decretano la fine del match; Garbrandt ottiene inoltre il riconoscimento Performance of the Night. Ad agosto affronta Takeya Mizugaki all'evento UFC 202: dopo soli quarantotto secondi dall'inizio dell'incontro, Garbrandt riesce ad andare a segno con un gancio destro che manda al tappeto il giapponese. Da qui Cody pone fine al match con un furioso ground and pound che gli consegna la vittoria per TKO.

#### Campione dei pesi gallo UFC
Il 30 dicembre 2016 affronta il campione in carica Dominick Cruz all'evento UFC 207. Cody riesce ad avere la meglio negli scambi in piedi, mandando più volte al tappeto il campione con una velocissima combinazione di colpi, e alla fine lo sconfigge nettamente per decisione unanime interrompendo la sua striscia di vittorie che durava dal 2007 e diventando il nuovo campione dei pesi gallo. Entrambi gli atleti sono però premiati con il riconoscimento Fight of the Night.

#### Perdita del titolo
Il 4 novembre 2017 affronta a UFC 217 l'ex compagno di allenamenti TJ Dillashaw. Dopo un primo round caratterizzato da accesi scambi di colpi, a circa metà del secondo Dillashaw mette a segno un preciso gancio sinistro che atterra Garbrandt: dopo un violento ground and pound l'arbitro ferma l'incontro e Garbrandt perde titolo e imbattibilità.
Esattamente nove mesi dopo, il 4 agosto 2018, avviene il rematch tra i due nel main event di UFC 227. Poco dopo l'inizio del primo round Garbrandt atterra l'avversario ma quest'ultimo, rialzandosi, lo fa cadere a sua volta e gli sferra violenti colpi al volto. Cody si rialza e resiste fino a quando Dillashaw non lo manda nuovamente al tappeto con un rapido uno-due dopo averlo stordito con una ginocchiata in pieno volto: a quel punto l'arbitro è costretto a terminare il match assegnando così la vittoria a Dillashaw, che difende il titolo.

## Risultati nelle arti marziali miste
| Risultato | Record | Avversario          | Metodo                                 | Evento                                                     | Data             | Round | Tempo | Città                    | Note                                                   |
| --------- | ------ | ------------------- | -------------------------------------- | ---------------------------------------------------------- | ---------------- | ----- | ----- | ------------------------ | ------------------------------------------------------ |
| Sconfitta | 14-7   | Raoni Barcelos      | Decisione (unanime)                    | UFC on ESPN: Usman vs. Buckley                             | 14 giugno 2025   | 3     | 5:00  | Atlanta, Stati Uniti     |                                                        |
| Sconfitta | 14-6   | Deiveson Figueiredo | Sottomissione (rear-naked choke)       | UFC 300                                                    | 13 aprile 2024   | 2     | 4:02  | Las Vegas, Stati Uniti   |                                                        |
| Vittoria  | 14-5   | Brian Kelleher      | KO (pugno)                             | UFC 296                                                    | 16 dicembre 2023 | 1     | 3:42  | Las Vegas, Stati Uniti   |                                                        |
| Vittoria  | 13-5   | Trevin Jones        | Decisione (unanime)                    | UFC 285: Jones vs. Gane                                    | 4 marzo 2023     | 3     | 5:00  | Las Vegas, Stati Uniti   | Ritorno nei pesi gallo                                 |
| Sconfitta | 12-5   | Kai Kara-France     | KO tecnico (pugni)                     | UFC 269: Oliveira vs. Poirier                              | 11 dicembre 2021 | 1     | 3:21  | Las Vegas, Stati Uniti   | Debutto nei pesi mosca                                 |
| Sconfitta | 12-4   | Rob Font            | Decisione (unanime)                    | UFC Fight Night: Font vs. Garbrandt                        | 22 maggio 2021   | 5     | 5:00  | Las Vegas, Stati Uniti   |                                                        |
| Vittoria  | 12-3   | Raphael Assunção    | KO (pugno)                             | UFC 250: Nunes vs. Spencer                                 | 6 giugno 2020    | 2     | 4:59  | Las Vegas, Stati Uniti   | Performance of the Night                               |
| Sconfitta | 11-3   | Pedro Munhoz        | KO tecnico (pugni)                     | UFC 235: Jones vs. Smith                                   | 2 Marzo 2019     | 1     | 4:51  | Las Vegas, Stati Uniti   | Fight of the Night                                     |
| Sconfitta | 11-2   | TJ Dillashaw        | KO tecnico (ginocchiata e pugni)       | UFC 227: Dillashaw vs. Garbrandt 2                         | 4 agosto 2018    | 1     | 4:17  | Los Angeles, Stati Uniti | Per il titolo dei pesi gallo UFC                       |
| Sconfitta | 11-1   | TJ Dillashaw        | KO tecnico (calcio alla testa e pugni) | UFC 217: Bisping vs. St-Pierre                             | 4 novembre 2017  | 2     | 2:41  | New York, Stati Uniti    | Perde il titolo dei pesi gallo UFC                     |
| Vittoria  | 11-0   | Dominick Cruz       | Decisione (unanime)                    | UFC 207: Nunes vs. Rousey                                  | 30 dicembre 2016 | 5     | 5:00  | Paradise, Stati Uniti    | Vince il titolo dei pesi gallo UFC. Fight of the Night |
| Vittoria  | 10-0   | Takeya Mizugaki     | KO tecnico (pugni)                     | UFC 202: Diaz vs. McGregor 2                               | 20 agosto 2016   | 1     | 0:48  | Las Vegas, Stati Uniti   |                                                        |
| Vittoria  | 9-0    | Thomas Almeida      | KO (pugni)                             | UFC Fight Night: Almeida vs. Garbrandt                     | 29 maggio 2016   | 1     | 2:53  | Las Vegas, Stati Uniti   | Performance of the Night                               |
| Vittoria  | 8-0    | Augusto Mendes      | KO tecnico (pugni)                     | UFC Fight Night: Cowboy vs. Cowboy                         | 21 febbraio 2016 | 1     | 4:18  | Pittsburgh, Stati Uniti  | Incontro catchweight (142 libbre)                      |
| Vittoria  | 7-0    | Enrique Briones     | Decisione (unanime)                    | UFC 189: Mendes vs. McGregor                               | 11 luglio 2015   | 3     | 5:00  | Las Vegas, Stati Uniti   |                                                        |
| Vittoria  | 6-0    | Marcus Brimage      | KO tecnico (pugni)                     | UFC 182: Jones vs. Cormier                                 | 3 gennaio 2015   | 3     | 4:50  | Las Vegas, Stati Uniti   | Debutto in UFC                                         |
| Vittoria  | 5-0    | Charles Stanford    | KO tecnico (pugni)                     | NAAFS - Rock N Rumble 8                                    | 4 ottobre 2014   | 1     | 1:37  | Canton, Stati Uniti      |                                                        |
| Vittoria  | 4-0    | James Porter        | KO tecnico (pugni)                     | Pinnacle FC - Pittsburgh Challenge Series 7                | 24 maggio 2014   | 1     | 2:17  | Pittsburgh, Stati Uniti  |                                                        |
| Vittoria  | 3-0    | Dominic Mazzotta    | KO tecnico (pugni)                     | Gladiators of the Cage - The North Shore's Rise to Power 4 | 15 marzo 2014    | 2     | 0:32  | Pittsburgh, Stati Uniti  | Ritorno nei pesi gallo                                 |
| Vittoria  | 2-0    | Shane Manley        | KO (pugni)                             | Pinnacle FC - Pittsburgh Challenge Series 5                | 27 novembre 2013 | 1     | 3:57  | Canonsburg, Stati Uniti  | Debutto nei pesi piuma                                 |
| Vittoria  | 1-0    | Charles Kessinger   | KO tecnico (pugni)                     | Pinnacle FC - Pittsburgh Challenge Series 1                | 29 dicembre 2012 | 1     | 4:11  | Canonsburg, Stati Uniti  | Debutto nei pesi gallo                                 |